# Батырбек
Батырбек (каз. Батырбек) — село в Курмангазинском районе Атырауской области Казахстана. Входит в состав Суюндукского сельского округа. Находится примерно в 190 км к северо-западу от села Курмангазы. Код КАТО — 234667200.

## Население
В 1999 году население села составляло 309 человек (158 мужчин и 151 женщина). По данным переписи 2009 года, в селе проживали 364 человека (191 мужчина и 173 женщины).